# هیپولیتا ۱۰۲۹۵
سیارک ۱۰۲۹۵ (به انگلیسی: 10295 Hippolyta، نامگذاری:1988GB) ده هزار و دویست و نود و پنجمین سیارک کشف شده‌است که در ۱۲ آوریل ۱۹۸۸ کشف شد.
قدر مطلق سیارک برابر ۱۶٫۴۰ است.